# I love Kofidjompo
I love Kofidjompo is een kunstwerk in Lelydorp in het district Wanica in Suriname. Het is een lettermonument met een witte letter I, een rood hart (❤️) en de gele letters Kofidjompo.
Kofidjompo verwijst naar een slaafgemaakte met de naam Kofi die ontzag wekte toen hij wist te vluchten door hier over een brede kreek te springen. Letterlijk betekent Kofidjompo Kofi die sprong; de naam Kofi betekent geboren op vrijdag.
Kofidjompo is ook de naam van Lelydorp tot in het eerste decennium van de 20e eeuw. Nadat ingenieur Cornelis Lely in 1902 aantrad als gouverneur van Suriname en de Landsspoorweg hierlangs aanlegde, werd de naam van Kofidjompo gewijzigd in Lelydorp.
De onthulling vond plaats op 25 november 2017, de dag waarop 154 jaar eerder de slavernij werd afgeschaft. Het monument staat op het Kofidjompo Plein. Het monument werd onthuld door het commissariaat van het district Wanica-Zuidoost in afstemming met inwoners. Districtscommissaris Audrey Hankers zei dat er voor Kofidojompo was gekozen vanwege de geschiedenis die erbij hoort. Andere sprekers waren de historicus Cynthia McLeod en de onderdirecteur Cultuur Harriette Bholasingh-Helstone.